# Mapsidius auspicata
Mapsidius auspicata är en fjärilsart som beskrevs av Thomas de Grey Walsingham 1907. Mapsidius auspicata ingår i släktet Mapsidius och familjen fältmalar, Scythrididae. Inga underarter finns listade i Catalogue of Life.